# Suolo salino

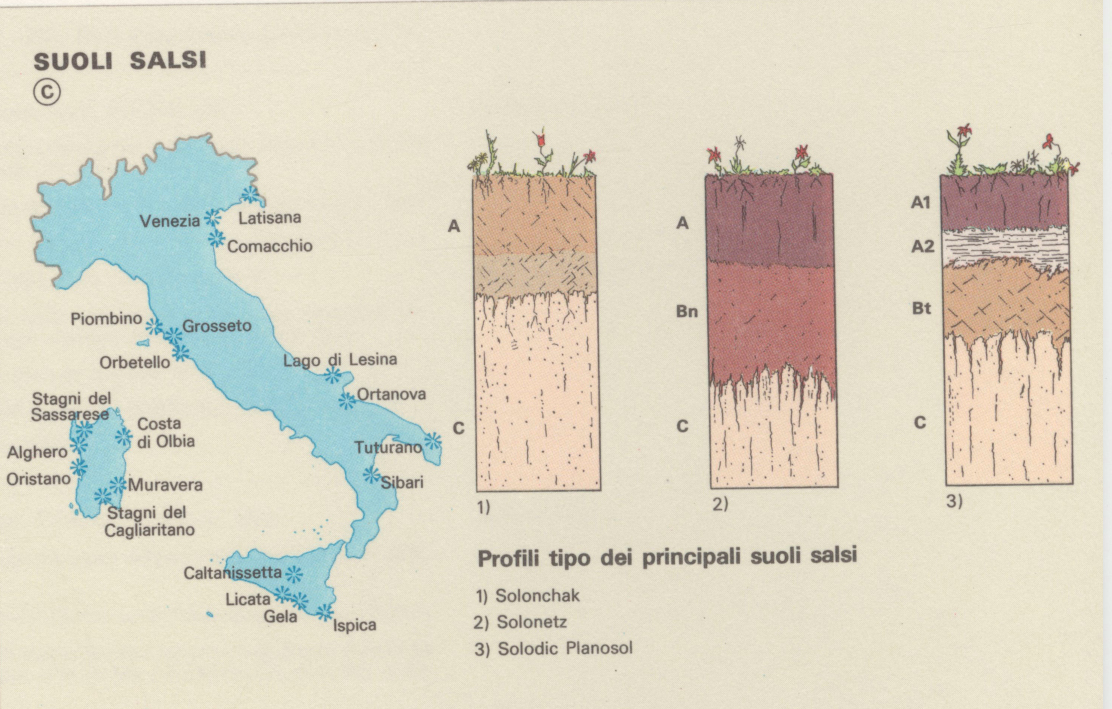
Profili tipo dei principali suoli salsi (salini)

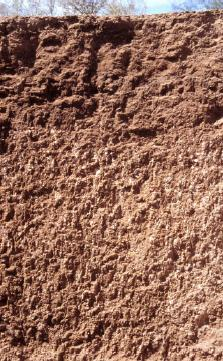
Un suolo salino, Arizona. L'orizzonte di accumulo dei sali è quello sottosuperficiale (cosiddetto orizzonte diagnostico salico).

Un suolo salino è una particolare tipologia di suoli in cui si ha accumulo di elementi (i sali) solubili, come solfati o cloruro di sodio o magnesio.
Le condizioni necessarie per la loro formazione sono un clima asciutto, dove le precipitazioni siano inferiori all'evapotraspirazione potenziale; l'acqua, nei lunghi periodi secchi, tende a risalire invece che a percolare verso il basso, permettendo così il depositarsi di questi sali su tutto il profilo, anche fino a concentrazioni che possono risultare tossiche per i vegetali.
Oltre a questo fattore climatico, altri fattori predisponenti la formazione dei suoli salini sono:
- materiali parentali ricchi in sali, come ad esempio gessi, evaporiti o sedimenti argillosi con particolare presenza di sodio (come le biancane toscane);
- fenomeni di aerosol superfici soggette a periodiche inondazioni di acque salmastre o spruzzi di acque salate portate dal vento in occasione di burrasche e mareggiate;
- terreni posti in aree con presenza di cuneo salino.

L'aridità influenza tutti i processi pedogenetici che avvengono in un suolo di questo tipo e che portano alla sua formazione. Questo fattore ha grande importanza ai fini agronomici, dato che, se non adeguatamente calibrata, l'irrigazione eccessiva può portare in breve tempo alla salinizzazione o alla sodicizzazione del suolo.
In certi casi l'abbondante sodio si presenta come ione scambiabile, costituendo più del 15% del complesso di scambio di un suolo, provocando forti aumenti del pH e distruzione della struttura stabile del suolo: si parla allora di suoli alcalini.
A causa della grande estensione delle zone aride sulla Terra, anche questa tipologia di suoli ha una certa diffusione: fra le zone più interessate da salinità del suolo sono l'Asia Centrale, il Medio Oriente e il Nordafrica, gli Stati Uniti sudoccidentali e il Messico nordoccidentale.